# Bison (Kansas)
Pour les articles homonymes, voir Bison (homonymie).
Bison est une municipalité américaine située dans le comté de Rush au Kansas. Sa population est de 255 habitants en 2010.

## Géographie
Bison se trouve dans le centre du Kansas, dans les Grandes Plaines.
La municipalité s'étend sur 0,26 mille carré (0,67 km2).

## Histoire
Bison est fondée vers 1888, année où est ouvert son premier bureau de poste. Son nom s'explique par les nombreux bisons (en anglais : buffaloes, bisons) qui peuplaient alors la région,. Le nom Buffalo était initialement choisi mais une autre ville portait déjà ce nom : Buffalo (Kansas).

## Démographie
Lors du recensement de 2010, Bison compte 255 habitants.